# Fuchsmühl

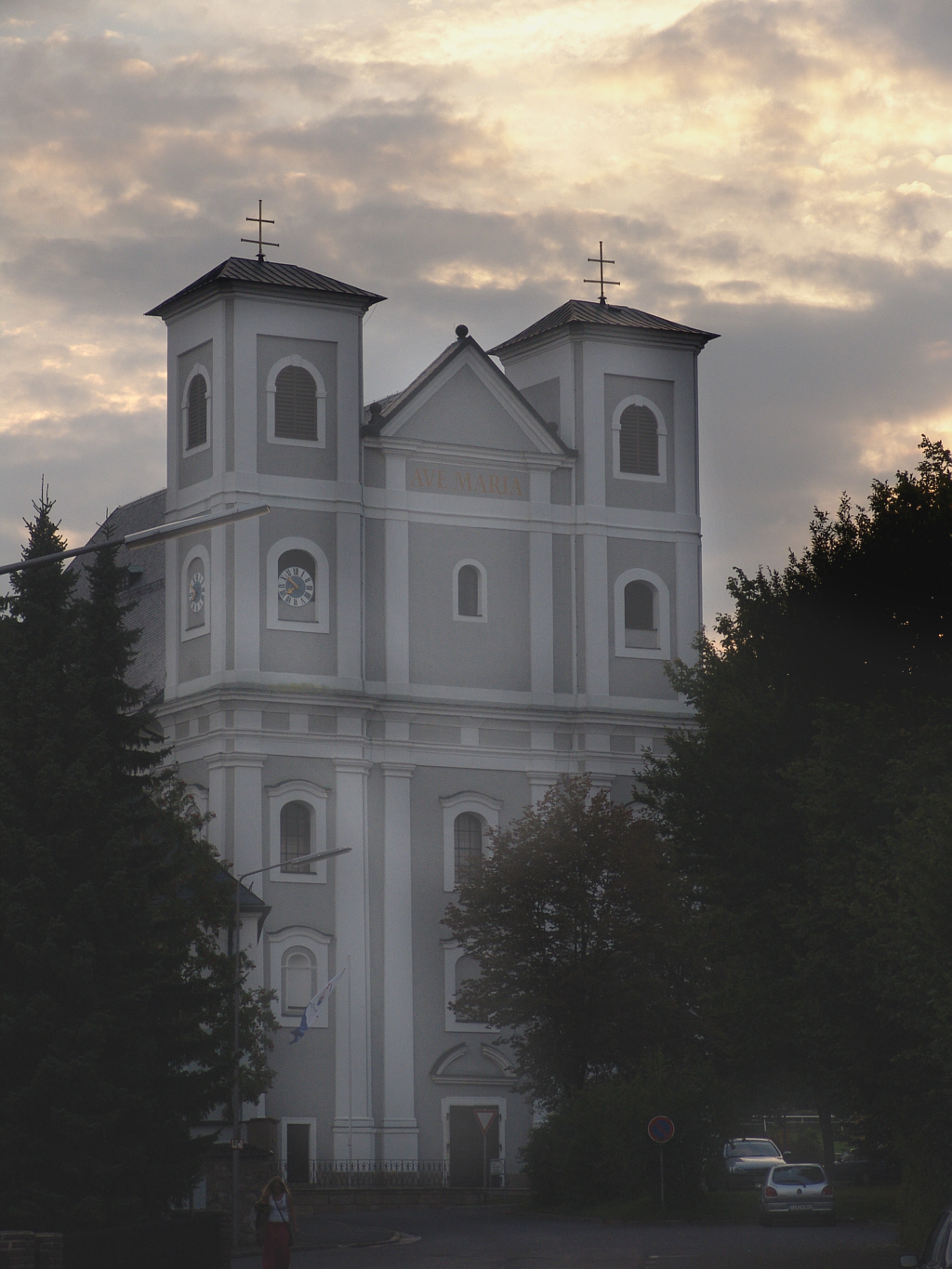
Wallfahrtskirche Maria Hilf

Fuchsmühl ist ein Markt im Oberpfälzer Landkreis Tirschenreuth und staatlich anerkannter Erholungsort.

## Geografie
Die Gemeinde liegt zwischen Marktredwitz und Weiden am Südostrand des Naturparks Steinwald in der hügeligen Landschaft des Stiftlandes.

### Gemeindegliederung
Es gibt acht Gemeindeteile (in Klammern ist der Siedlungstyp angegeben):
- Fuchsmühl (Hauptort)
- Fürstenhof (Weiler)
- Güttern (Dorf)
- Herzogöd (Dorf)
- Mitterharlohmühle (Einöde)
- Plattenmühle (Einöde)
- Unterharlohmühle (Einöde)
- Ziegelhütte (Einöde)

Des Weiteren gibt es die Wohnplätze Ludwigshöhe, Niederreuth und Schloß.
Es gibt die Gemarkungen Fuchsmühl und Voitenthan (nur Gemarkungsteil 1).

## Geschichte
Das Jahr der Gründung ist weitgehend unbekannt, dürfte jedoch im 13. Jahrhundert gelegen haben. Fuchsmühl war seit 1688 Ziel einer ständig wachsenden Wallfahrt. Die große Wallfahrtskirche Mariahilf wurde von 1712 bis 1726 erbaut. Die 1818 entstandene Gemeinde wurde 1950 zum Markt erhoben.

### Fuchsmühler Holzschlacht
Nach jahrzehntelangem Streit um die Holzrechte zwischen Fuchsmühler Lehensbesitzern, den Freiherren von Zoller und den Holzberechtigten der Gemeinde kam es im Herbst 1894 zur Eskalation.
Die Bewohner Fuchsmühls besaßen das Recht, sich in den Wäldern des Freiherrn von Zoller Holz zu holen. Der Konflikt begann um etwa 1860, 1873 wurde dieses alte Recht von einem Gericht bestätigt. Dennoch verbot 1892 von Zoller die Holzentnahme und bot für das Aufheben der alten Rechte 90.000 Mark als Ausgleich an.
Diese Summe erschien den Fuchsmühlern viel zu niedrig. Ein Gericht in Weiden gab Zoller jedoch Recht. Nun entstand ein neuer zweijähriger Prozess, während dessen die Fuchsmühler Bauern kein Holz erhielten, Zoller aber Holz im Wert von 3000 Mark verkaufte.
Klagen, Gegenklagen, Prozess- und Anwaltskosten hatten viele Fuchsmühler verarmen lassen, so dass sie nach dem Urteil der letzten Instanz keine andere Möglichkeit sahen, als den so genannten „Generalmarsch“ zu beschließen und das ihnen ihrer Meinung nach zustehende Rechtholz zu schlagen. Am 29. Oktober 1894 zogen etwa 180 Männer und Frauen aus Fuchsmühl in die Waldabteilung Schrammlohe, um Holz zu fällen. Gendarmerie und der zuständige Bezirksamtmann wollten dies verhindern, fanden aber bei den aufgebrachten „Rechtlern“ kein Gehör.
Tags darauf traf gegen 11 Uhr eine 50 Mann starke Abteilung vom 6. Infanterie-Regiment aus Amberg unter Führung von Premierleutnant Meier ein. Die Soldaten gingen mit aufgepflanzten Bajonetten auf die Menge los. Georg Stock und Leonhard Bauer, beide 69 Jahre alt und schwerhörig, wurden durch Bajonettstiche getötet, mehrere andere Männer auf der Flucht schwer verletzt.
Dieses Ereignis erhielt als Fuchsmühler Holzschlacht im gesamten Deutschen Reich publizistische Aufmerksamkeit. Die kritische Presse sprach davon, dass dieser Vorfall die häßliche Fratze des Obrichkeitsstates entlarven würde. Der Zentrums-Politiker
Georg Heim (genannt der Bauerndoktor) setzt sich für die Belange der Fuchsmühler im Landtag ein.
Im Rathaussaal von Weiden fand zwischen dem 23. und 27. April 1895 die Verhandlung gegen die 146 Angeklagten statt. Bis auf zwei wurden alle beteiligten Rechtler wegen Landfriedensbruchs, Forstfrevel und anderer Delikte zu Gefängnis- und Geldstrafen verurteilt. Bürgermeister Josef Stock erhielt mit viereinhalb Monaten die höchste Gefängnisstrafe. Die Verteidigung hatte kostenlos der Staranwalt Max Bernstein übernommen. Am 17. Januar 1896 wurden alle Strafen und die Gerichtskosten auf dem Gnadenwege durch Prinzregent Luitpold erlassen.

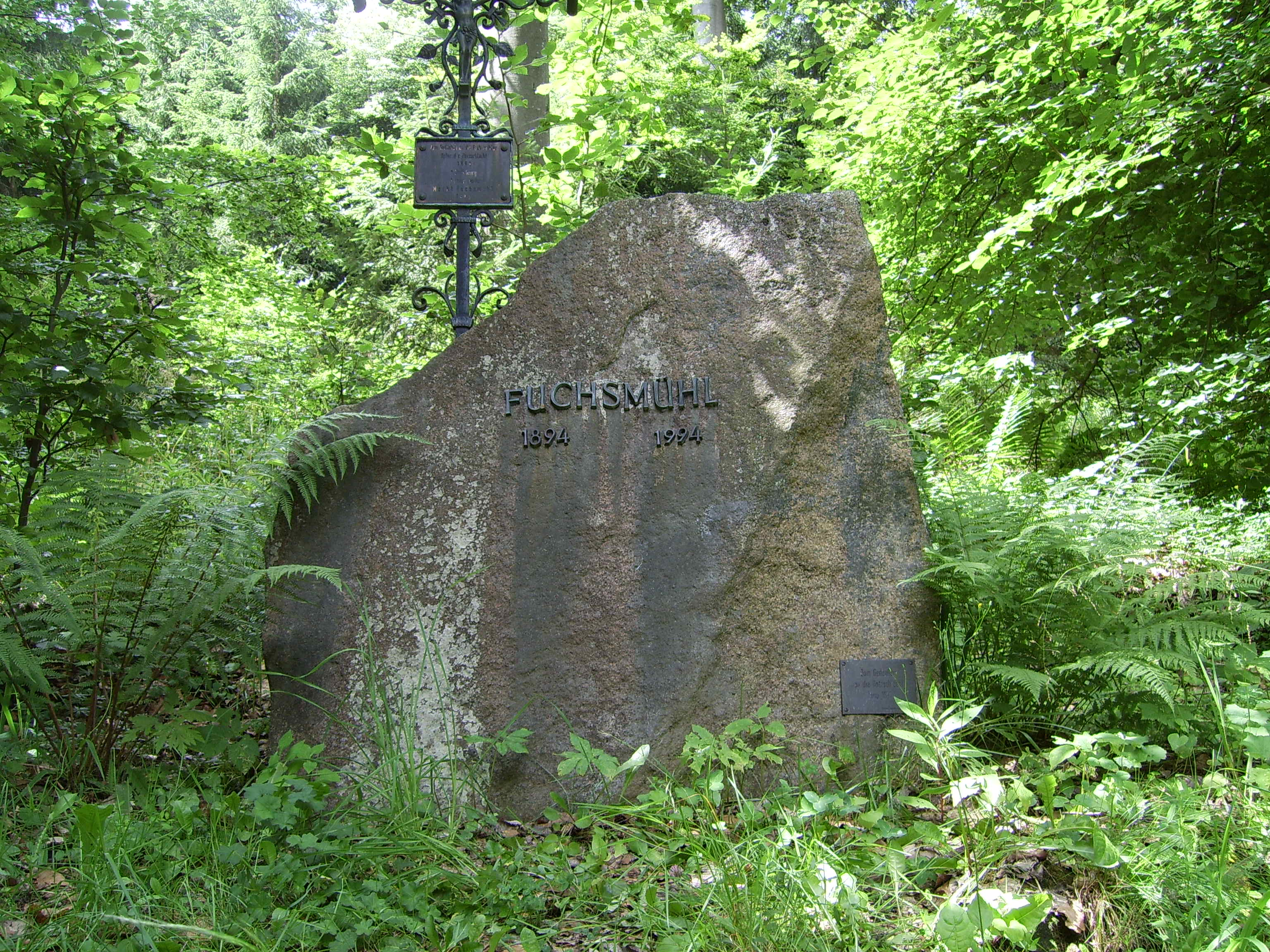
Holzschlachtdenkmal

### Einwohnerentwicklung
Zwischen 1988 und 2018 sank die Einwohnerzahl von 1763 auf 1560 um 203 Einwohner bzw. um 11,5 %. Seit 2018 erholen sich die Einwohnerzahlen langsam wieder. Ende 2020 lag die Einwohnerzahl bei 1614.

## Politik

### Gemeinderat
Die Gemeinderatswahl 2020 ergab folgende Stimmenanteile und Sitzverteilung:
| Partei/Liste | %    | Sitze |
| ------------ | ---- | ----- |
| CSU          | 50,9 | 6     |
| SPD          | 29,8 | 4     |
| Freie Wähler | 19,4 | 2     |

### Bürgermeister
Als Erster Bürgermeister wiedergewählt wurde 2020 Wolfgang Braun (CSU).

### Wappen
| Wappen von Fuchsmühl | Blasonierung: „In Blau auf grünem Dreiberg eine doppeltürmige silberne Kirche mit roten Turmdächern in der Vorderansicht.“ |
| Wappen von Fuchsmühl | Wappenbegründung: Das heraldisch stilisierte Kirchengebäude auf grünem Dreiberg stellt die Wallfahrtskirche Mariahilf dar, das Wahrzeichen des Ortes, das weithin die hügelige Landschaft des Stiftlandes beherrscht. Da der Zustrom zum Gnadenbild Mariahilf seit 1688 ständig wuchs, wurde die große Wallfahrtskirche von 1712 bis 1726 erbaut. Das Wappen zeigt die Kirche in der Gestalt von 1869 nach der Abtragung der Obergeschosse und der ursprünglichen Helme. Die Gemeinde führt das Wappen seit der Erhebung zum Markt im Jahr 1950. |

## Kultur und Sehenswürdigkeiten
- Die imposante barocke Wallfahrtskirche Maria Hilf mit dem Marienaltar wurde 1712 bis 1725 an der Stelle einer 1688 von dem Lehensgutsbesitzer von Fuchsmühl, Freiherr von Froschheim, gestifteten Kapelle erbaut. Die beiden Türme waren früher höher, sie wurden aber mehrmals durch Stürme abgedeckt und im 19. Jahrhundert zum Teil abgetragen. Im Inneren konnte der Chor aus Geldmangel nicht ausgebaut werden. Der Hochaltar stammt aus der Zeit um 1700 und zeigt die Beweinung Christi. Er wurde erst 1885 gekauft und stand vorher in der Deutschherrenkirche St. Ägidius in Regensburg. Das Gnadenbild befindet sich in der Wallfahrtskapelle unter einem geschnitzten Baldachin von 1726.
- Das Schloss Fuchsmühl am Ortsrand an einem Weiher begleitet die Geschichte des Marktes Fuchsmühl seit dem 14. Jahrhundert.
- Im Gemeindeteil Güttern wurde 2005/2006 am Waldrand oberhalb der Radonquelle mit Förderung der Europäischen Union ein funktionsfähiger, historischer Pechofen nach der Planung und unter der Bauleitung der Kreisheimatpflegerin Maria Magdalena Stöckert aus Herzogöd erbaut.[11] Das Projekt wurde 2007 mit dem Kulturpreis des Bezirks Oberpfalz in der Kategorie Bodendenkmäler ausgezeichnet.[12]

## Söhne und Töchter des Ortes
- Michael Köllner (* 1969), Fußballtrainer
- Sabrina Hößl (* 1997), mehrfache Deutsche Meisterin Luftgewehr